# Cerco de Santa Cruz do Cabo de Gué (1533)
O cerco de Santa Cruz do Cabo de Gué de 1533 foi imposto pelas tropas do xarife Maomé Xeque contra aquela fortaleza portuguesa. Os portugueses resistiram ao assédio.

## História
A Fortaleza de Santa Cruz do Cabo de Gué foi erguida em 1505 por João Lopes de Sequeira mas vendida a D. Manuel em 1512.[carece de fontes?]
O xarife Maomé Xeque havia começado a dominar os senhores e as tribos do sul de Marrocos e os portugueses instalados em Santa Cruz viram-lhes cortados quaisquer abastecimentos do interior e reduzidos ao recinto da fortaleza. O xerife pretendia conquistar Santa Cruz para obter um porto que lhe permitisse exportar o açúcar produzido no Suz e compreendia o prestígio que tinha a ganhar com a expulsão dos cristãos daquele lugar. Muitos mercadores estrangeiros, franceses, castelhanos e genoveses contrabandeavam-lhe armas.
Desde 1531 que a fortaleza de Santa Cruz era pressionada pelas tribos em redor e se antecipava um cerco. Maomé Xeque fortificou-se em duas vilas próximas de Santa Cruz, Tamaraque e Telde, nas quais já se haviam reunido grande número de guerreiros desde inícios de 1533. Espiões portugueses informavam a guarnição das movimentações do inimigo e, na fortaleza, os portugueses já passavam as noites de prevenção e com apertada vigia, sucedendo-se os repiques nocturnos da torre do sino.
Em certo dia de finais de Abril ou inícios de Maio, as muralhas da fortaleza foram escaladas de surpresa, o capitão foi assassinado nos seus aposentos e a torre de menagem invadida. A guarnição e os moradores acorreram ao castelo, a porta da torre foi aberta à machadada e os muçulmanos expulsos, muitos atirando-se do cimo da torre para a praia. Recuperada a torre, os portugueses começaram a dar fogo à artilharia, a que se juntou o fogo das espingardas e a grande multidão de muçulmanos que se havia reunido em torno da fortaleza foi dispersa.
Quando já estavam a festejar a vitória, um homem "velho que levava o murrão açezo", aproximou-se dos barris de pólvora, "e descudado do murrão, abaixou-sse  a tomar polvora, e o murrão pegou nella e daquella deu no barril, e do barril nos outros, alevantando a soteya, e parte do cubelinho e o muro e deu con tudo no chão; e os homens hyão pelo ar bradando por Nosso Senhor e por Nossa senhora.
A sorte nessa desventura foi que os muros caíram para dentro sem entulhar a cava, e a torre de menagem não se desmoronou. A muralha da fortaleza ficou aberta quase até ao chão, mas o grande fumo que a explosão ocasionou foi levado pelo vento para os mouros, de maneira que estes não se aperceberam do sucedido, e quando duas horas mais tarde o fumo desapareceu, já os portugueses sobreviventes tinham preenchido parte do buraco com "pedras e páos e banquos e cadeiras e mezas e caliça e pipas cheas de caliça e terra".[carece de fontes?]
Quando os mouros voltaram, mataram muitos cristãos, mas estes protegidos por colchões, continuaram a trabalhar, e durante a noite também, com as mulheres e as crianças, e "com páos e tavoas e pedras e emtulho e pipas cheas d'entulho fizerão hum muro muito forte e grosso e tão alto quasi como era dantes". "E antes que amanhecesse, lançarão dous homens com cal e pinseis e apinselarão todo o muro por fora, que parecesse feito de pedra e cal como parecia pella manhã". Assim enganaram os mouros, que atribuíram o feito a uma bruxaria e foram-se desiludidos, enquanto "não ficavão quarenta homens que pudessem pelejar".
O xerife retirou-se com os seus homens 3 dias depois.
A fortaleza de Santa Cruz seria novamente sitiada pelo xerife Maomé Xeque em 1541 e perdida nessa ocasião.[carece de fontes?]